# Vișeu de Jos
Vișeu de Jos – wieś w Rumunii, w okręgu Marmarosz, w gminie Vișeu de Jos. W 2011 roku liczyła 4934 mieszkańców.